# Eduard Trautner
Eduard Trautner (1890-1978) est un médecin, écrivain, dramaturge, poète et traducteur allemand, qui eut une deuxième carrière en Australie comme chercheur en pharmacologie, reconnu pour ses travaux sur le lithium comme traitement pour le trouble bipolaire.

## Biographie
Son frère Erich (1897-1916) meurt pendant la Première guerre mondiale, et il lui dédie sa première pièce (1919). La guerre occupe une place importante dans son théâtre.
Dans les années 1920, très actif sur un plan littéraire, il est membre du « Gruppe 1925 (de) », association littéraire classée à gauche, fondée par Rudolf Leonhard à Berlin, qui regroupe 39 artistes en lutte contre les lois répressives de la République de Weimar. Il y côtoie Bertolt Brecht, Max Brod, Robert Musil, etc. L’association est dissoute en 1927. Tous ses membres sont pourchassés par les Nazis et contraints à l’exil.
Marié à Thea Herrmann (1897–1980), il est également connu pour sa liaison avec Colette Peignot.
Il meurt en 1978 en Australie.

## Œuvres
- (de) Eduard Trautner (frontispice de Walter Ruttmann), Madonnenlieder, Munich, Privatdruck bei Richard Etzold, 1913?
- (de) Eduard Trautner, Das Cholin und seine Verwendung zur Erweichung von Narben, thèse de médecine, Université de Berlin, 1921, 40 p.
- (de) Eduard Trautner, Haft : ein Aufzug in fünfzehn Szenen, Potsdam, Gustav Kiepenheuer, 1919, 60 p. (lire en ligne)
- (de) Eduard Trautner, Nacht : ein Aufzug in vier Szenen, Potsdam, Gustav Kiepenheuer, 1921, 46 p. (lire en ligne)
- (de) Eduard Trautner, Der Mord am Polizeiagenten Blau (Le meurtre de l'agent de police Blau), Berlin, Die Schmiede, 1924, 193 p.
- (de) Henri Sanson, Tagebücher der Henker von Paris 1685-1847 (Sept générations d'exécuteurs, 1688-1847 : mémoires des Sanson), édition établie par E. Trautner, Potsdam, G. Kiepenheuer, 1924
- (de) Eduard Trautner, Gott, Gegenwart und Kokain (Dieu, le présent et la cocaïne), Berlin, Die Schmiede, 1927.
- (de) Ramón Gómez de la Serna (trad. Eduard Trautner), Torero Caracho, Leipzig, C. Weller & Co., 1928
- (de) Henri Barbusse (trad. Eduard Trautner), Jesus, Leipzig & Wien, C. Weller & Co., 1928, 245 p.